# STS-39
La STS-39 è una missione spaziale del Programma Space Shuttle.

## Equipaggio
- Michael L. Coats (3) - Comandante
- L. Blaine Hammond, Jr. (1) - Pilota
- Guion S. Bluford Jr. (3) - Specialista di missione
- Gregory J. Harbaugh (1) - Specialista di missione
- Richard J. Hieb (1) - Specialista di missione
- Donald R. McMonagle (1) - Specialista di missione
- Charles L. Veach (1) - Specialista di missione

Tra parentesi il numero di voli spaziali completati da ogni membro dell'equipaggio, inclusa questa missione.

## Parametri della missione
- Massa:
  - Navetta al rientro con carico: 95846 kg
  - Carico utile: 5663 kg
- Perigeo: 248 km
- Apogeo: 263 km
- Inclinazione orbitale: 57,0°
- Periodo: 1 ora, 29 minuti e 35 secondi